# Grauves
Grauves é uma comuna francesa na região administrativa do Grande Leste, no departamento de Marne. Estende-se por uma área de 7.84 km², e possui 619 habitantes, segundo o censo de 2018, com uma densidade de 79 hab/km².